# Vasaloppet
Vasaloppet és una carrera d'esquí de fons que es disputa anualment a Suècia. El recorregut cobreix una distància d'uns 90 quilòmetres entre les ciutats de Sälen i Mora. Aquesta competició, que es realitza anualment des de 1922, commemora un passatge fonamental de la història de Suècia que va tenir lloc durant la fugida del rei Gustav I Vasa, mentre era perseguit per les tropes daneses l'any 1521. Els dos millors esquiadors de Mora van anar fins a Sälen a buscar-lo per demanar-li que tornés amb ells esquiant fins a Mora, per així començar la revolta contra el rei danès Cristià II que va suposar la independència del regne de Suècia.
A aquesta cursa, que té lloc el primer diumenge març, assisteixen uns 15.000 esquiadors, tant aficionats com professionals.
El guanyador de la primera edició, el 1922, va ser el suec Ernst Alm. La primera victòria estrangera va ser la del finlandès Pekka Kuvaja el 1954.

## Guanyadors
| Any  | Nom                              | Club/País                                 | Temps       |
| ---- | -------------------------------- | ----------------------------------------- | ----------- |
| 1922 | Ernst Alm                        | IFK Norsjö, Suècia                        | 7:32:49     |
| 1923 | Oskar Lindberg                   | IFK Norsjö, Suècia                        | 6:32:41     |
| 1924 | John Lindgren                    | IFK Umeå, Suècia                          | 6:53:26     |
| 1925 | Sven Utterström                  | Bodens BK, Suècia                         | 6:03:55     |
| 1926 | Per-Erik Hedlund                 | Malungs IF, Suècia                        | 5:36:07     |
| 1927 | Konrad Pettersson                | Luleå SK, Suècia                          | 6:19:32     |
| 1928 | Per-Erik Hedlund Sven Utterström | Särna SK, Suècia · Bodens BK, Suècia      | 5:33:23     |
| 1929 | J A Persson                      | Arjeplogs SK, Suècia                      | 6:38:22     |
| 1930 | Verner Lundström                 | Arvidsjaurs IF, Suècia                    | 6:56:30     |
| 1931 | Anders Ström                     | IFK Mora, Suècia                          | 6:37:47     |
| 1932 | Cancel·lada                      | Cancel·lada                               | Cancel·lada |
| 1933 | Arthur Häggblad                  | IFK Umeå, Suècia                          | 5:57:09     |
| 1934 | Cancel·lada                      | Cancel·lada                               | Cancel·lada |
| 1935 | Arthur Häggblad                  | IFK Umeå, Suècia                          | 6:08:55     |
| 1936 | Sven Hansson                     | Lima IF, Suècia                           | 6:31:55     |
| 1937 | Arthur Häggblad                  | IFK Umeå, Suècia                          | 6:05:56     |
| 1938 | Elias Nilsson                    | Östersunds SK, Suècia                     | 5:48:28     |
| 1939 | Alfred Lif                       | Orsa IF, Suècia                           | 5:35:59     |
| 1940 | Arthur Häggblad                  | IFK Umeå, Suècia                          | 6:23:57     |
| 1941 | Mauritz Brännström               | IFK Norsjö, Suècia                        | 6:51:12     |
| 1942 | Olle Wiklund                     | IFK Bergvik, Suècia                       | 5:31:50     |
| 1943 | Nils 'Mora-Nisse' Karlsson       | IFK Mora, Suècia                          | 5:47:10     |
| 1944 | Gösta Andersson                  | IFK Umeå, Suècia                          | 5:18:43     |
| 1945 | Nils 'Mora-Nisse' Karlsson       | IFK Mora, Suècia                          | 6:27:59     |
| 1946 | Nils 'Mora-Nisse' Karlsson       | IFK Mora, Suècia                          | 6:08:42     |
| 1947 | Nils 'Mora-Nisse' Karlsson       | IFK Mora, Suècia                          | 5:59:35     |
| 1948 | Nils 'Mora-Nisse' Karlsson       | IFK Mora, Suècia                          | 5:35:13     |
| 1949 | Nils 'Mora-Nisse' Karlsson       | IFK Mora, Suècia                          | 5:44:09     |
| 1950 | Nils 'Mora-Nisse' Karlsson       | IFK Mora, Suècia                          | 6:08:25     |
| 1951 | Nils 'Mora-Nisse' Karlsson       | IFK Mora, Suècia                          | 5:27:20     |
| 1952 | Sigfrid Mattsson                 | Skarpnäcks IF, Suècia                     | 5:09:45     |
| 1953 | Nils 'Mora-Nisse' Karlsson       | IFK Mora, Suècia                          | 5:01:55     |
| 1954 | Pekka Kuvaja                     | Finlàndia                                 | 6:22:51     |
| 1955 | Sixten Jernberg                  | Lima IF, Suècia                           | 5:27:28     |
| 1956 | Sigvard Jonsson                  | Rossöns IK, Suècia                        | 5:23:36     |
| 1957 | Gunnar Larsson                   | Oxbergs IF, Suècia                        | 6:23:40     |
| 1958 | Gunnar Larsson                   | Oxbergs IF, Suècia                        | 5:31:50     |
| 1959 | Sune Larsson                     | Oxbergs IF, Suècia                        | 5:13:28     |
| 1960 | Sixten Jernberg                  | Lima IF, Suècia                           | 5:13:26     |
| 1961 | David Johansson                  | Delsbo IF, Suècia                         | 4:45:10     |
| 1962 | Janne Stefansson                 | Sälens IF, Suècia                         | 5:07:46     |
| 1963 | Janne Stefansson                 | Sälens IF, Suècia                         | 4:56:25     |
| 1964 | Janne Stefansson                 | Sälens IF, Suècia                         | 5:32:07     |
| 1965 | Janne Stefansson                 | Sälens IF, Suècia                         | 4:35:03     |
| 1966 | Janne Stefansson                 | Sälens IF, Suècia                         | 5:52:38     |
| 1967 | Assar Rönnlund                   | IFK Umeå, Suècia                          | 5:20:22     |
| 1968 | Janne Stefansson                 | Sälens IF, Suècia                         | 4:39:49     |
| 1969 | Janne Stefansson                 | Sälens IF, Suècia                         | 4:50:07     |
| 1970 | Lars-Arne Bölling                | IFK Mora, Suècia                          | 5:08:38     |
| 1971 | Ole Ellefsæter                   | Noruega                                   | 5:12:56     |
| 1972 | Lars-Arne Bölling                | IFK Mora, Suècia                          | 5:35:19     |
| 1973 | Pauli Siitonen                   | Finlàndia                                 | 4:42:11     |
| 1974 | Matti Kuosku                     | Högbo IF, Suècia                          | 5:06:23     |
| 1975 | Gert-Dietmar Klause              | RDA                                       | 4:20:29     |
| 1976 | Matti Kuosku                     | Högbo IF, Suècia                          | 4:09:07     |
| 1977 | Ivan Garanin                     | Unió Soviètica                            | 4:30:34     |
| 1978 | Jean-Paul Pierrat                | França                                    | 5:20:12     |
| 1979 | Ola Hassis                       | Orsa IF, Suècia                           | 4:05:58     |
| 1980 | Walter Mayer                     | Àustria                                   | 4:08:02     |
| 1981 | Sven-Åke Lundbäck                | IFK Råneå, Suècia                         | 4:29:32     |
| 1982 | Lasse Frykberg                   | IFK Mora, Suècia                          | 4:28:50     |
| 1983 | Konrad Hallenbarter              | Suïssa                                    | 3:58:08     |
| 1984 | Hans Persson                     | Åsarna IK, Suècia                         | 4:14:14     |
| 1985 | Bengt Hassis                     | Orsa IF, Suècia                           | 4:45:43     |
| 1986 | Bengt Hassis                     | Orsa IF, Suècia                           | 3:48:55     |
| 1987 | Anders Larsson                   | Bondsjöhöjden, Suècia                     | 4:20:20     |
| 1988 | Anders Blomqvist Örjan Blomqvist | IFK Lidingö, Suècia · IFK Lidingö, Suècia | 4:47:04     |
| 1989 | Jan Ottosson                     | Åsarna IK, Suècia                         | 5:09:33     |
| 1990 | Cancel·lada                      | Cancel·lada                               | Cancel·lada |
| 1991 | Jan Ottosson                     | Åsarna IK, Suècia                         | 5:07:11     |
| 1992 | Jan Ottosson                     | Åsarna IK, Suècia                         | 3:57:04     |
| 1993 | Håkan Westin                     | Graningealliansen, Suècia                 | 4:02:10     |
| 1994 | Jan Ottosson                     | Åsarna IK, Suècia                         | 4:06:19     |
| 1995 | Sven-Erik Danielsson             | Dala-Järna IK, Suècia                     | 4:11:09     |
| 1996 | Håkan Westin                     | Graningealliansen, Suècia                 | 4:01:15     |
| 1997 | Michail Botvinov                 | Àustria                                   | 4:11:41     |
| 1998 | Peter Göransson                  | Åsarna IK, Suècia                         | 3:38:57     |
| 1999 | Staffan Larsson                  | IFK Mora, Suècia                          | 4:31:37     |
| 2000 | Raul Olle                        | Estònia                                   | 4:14:38     |
| 2001 | Henrik Eriksson                  | IFK Mora, Suècia                          | 4:01:22     |
| 2002 | Daniel Tynell                    | Falun/Borlänge SK, Suècia                 | 3:58:52     |
| 2003 | Oskar Svärd                      | Sollefteå SK, Suècia                      | 3:58:23     |
| 2004 | Anders Aukland                   | Noruega                                   | 3:48:42     |
| 2005 | Oskar Svärd                      | Ulricehamns IF, Suècia                    | 3:51:47     |
| 2006 | Daniel Tynell                    | Grycksbo IF, Suècia                       | 4:34:09     |
| 2007 | Oskar Svärd                      | Ulricehamns IF, Suècia                    | 4:43:40     |
| 2008 | Jørgen Aukland                   | Team Xtra Personnel, Noruega              | 4:13:45     |
| 2009 | Daniel Tynell                    | Grycksbo IF, Suècia                       | 4:10:56     |
| 2010 | Jörgen Brink                     | Hudiksvalls IF, Suècia                    | 4:02:59     |
| 2011 | Jörgen Brink                     | Hudiksvalls IF, Suècia                    | 3:51:51     |
| 2012 | Jörgen Brink                     | Team United Bakeries, Suècia              | 3:38:41     |
| 2013 | Jørgen Aukland                   | Team Xtra Personnel, Noruega              | 3:50:49     |
| 2014 | John Kristian Dahl               | Team United Bakeries, Noruega             | 4:14:33     |
| 2015 | Petter Eliassen                  | Team LeasePlan Go, Noruega                | 4:01:48     |
| 2016 | John Kristian Dahl               | Team United Bakeries, Noruega             | 4:08:00     |
| 2017 | John Kristian Dahl               | Team United Bakeries, Noruega             | 3:57:18     |
| 2018 | Andreas Nygaard                  | Noruega                                   | 4:24:36     |
| 2019 | Tore Bjørseth Berdal             | Noruega                                   | 4:39:15     |
| 2020 | Petter Eliassen                  | Noruega                                   | 4:25:14     |
| 2021 | Tord Asle Gjerdalen              | Noruega                                   | 3:28:18     |
| 2022 | Andreas Nygaard                  | Noruega                                   | 3:32:18     |